# Thomas Magott
Pour les articles homonymes, voir Magott.
Thomas Magott, mort vers 1679-1680, est un pirate et corsaire.
Il est surtout connu pour avoir rejoint le groupe de boucaniers qui a pris d'assaut Puerto Bello.

## Biographie
À la fin de 1679, Magott rencontre les capitaines John Coxon, Bartholomew Sharp, Robert Allison et Cornelius Essex. Son navire, le plus petit de la flotte, est un sloop non armé de 20 hommes et de 14 tonnes. Utilisant la fausse commission de course de Coxon, la flotte navigue vers Puerto Bello et, aux côtés des deux boucaniers français Jean Rose et Jean Bernanos, pille la ville en février 1680.
Après s'être rééquipés à Bocas del Toro et avoir rejoint des renforts, ils marchent par voie terrestre pour attaquer le Panama, mais le Allisson et Maggott étant malade, restent sur place avec un équipage réduit pour garder les navires. Certains des hommes d'Allison et de Magott marchent avec Coxon,,.
La trace de Magott se perd après cette date.